# Ilex gale
Ilex gale är en järneksväxtart som beskrevs av José Jéronimo Triana och Planch. Ilex gale ingår i släktet järnekar, och familjen järneksväxter. Inga underarter finns listade i Catalogue of Life.